# آی‌ان‌اس کیرپن (پی۴۴)

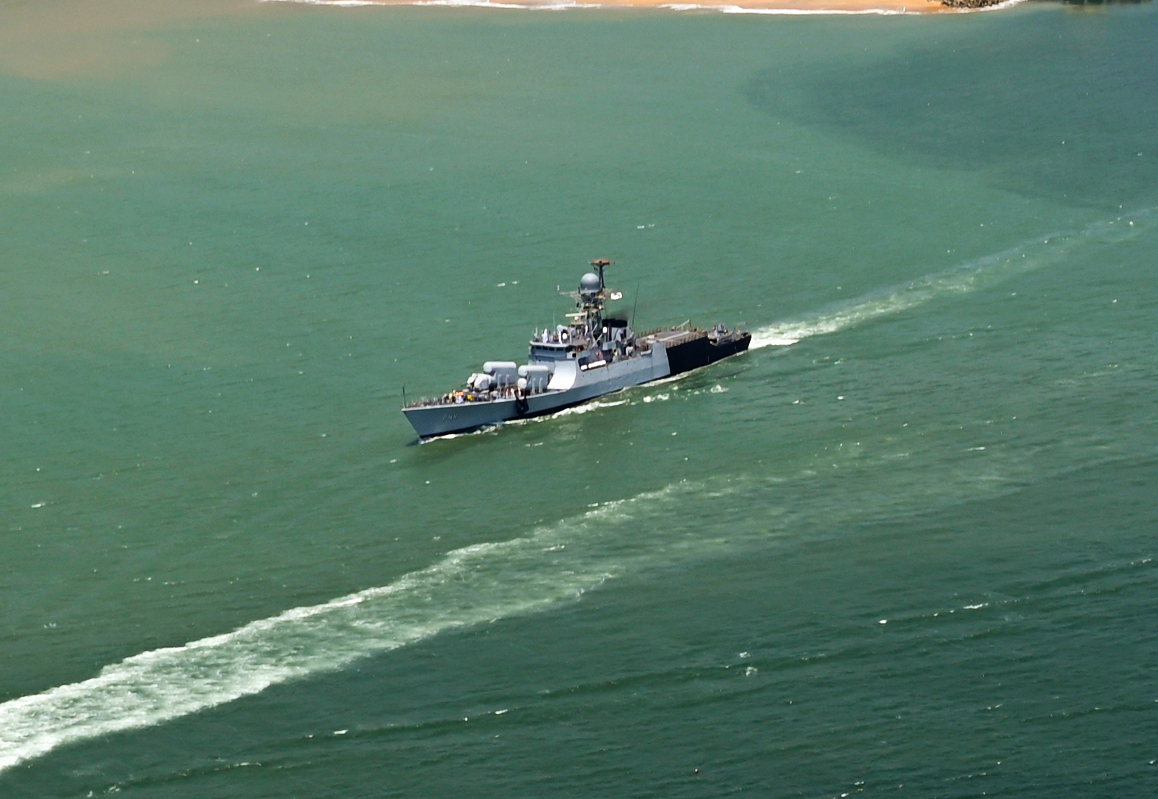
نمایی از آی‌ان‌اس کیرپن (پی۴۴) در سال ۲۰۲۳

آی‌ان‌اس کیرپن (پی۴۴) (به انگلیسی: INS Kirpan (P44)) یک کشتی است که طول آن 91.1 metres می‌باشد. این کشتی در سال ۱۹۸۸ ساخته شد.